# Hope (Minnesota)
Hope es una comunidad no incorporada en el municipio de Somerset, condado de Steele, Minnesota, Estados Unidos. Tiene una oficina de correos con el código ZIP 56046.

## Geografía
La comunidad se encuentra entre Ellendale y Owatonna, cerca de la Interestatal 35 y la carretera 4 del Condado de Steele. Entre los lugares cercanos se encuentran Ellendale, Owatonna, Blooming Prairie y Bixby. Hope está a 11 kilómetros al norte de Ellendale y a 17 kilómetros al sur de Owatonna. El río Straight se encuentra cerca.

## Historia
Hope tenía una estación en el ferrocarril de Chicago, Rock Island y Pacific. Una oficina de correos llamada Hope ha estado en funcionamiento desde 1916.

## Economía
Hope tiene un elevador de granos de ferrocarril.

## Personas notables
- Jake Larson (1922–2025), TikToker conocido por sus videos de sus experiencias en la Segunda Guerra Mundial.[4]